# 朱梅馥
朱梅馥（1913年2月20日—1966年9月3日），上海人，是傅雷的表妹、妻子。

## 生平
1913年出生于上海南汇，父亲朱鸿是秀才，1932年和傅雷结婚并育有三子。1966年9月3日，文化大革命時受紅衛兵迫害，與丈夫傅雷在上海江苏路家中双双自縊而死。

## 著作
- 《傅敏编傅雷家书》傅雷、朱梅馥 著；傅敏 编 / 天津社会科学院出版社 / 2014-06
- 《傅雷家书》（新课标本）傅雷、朱梅馥、傅聪 著 / 译林出版社 / 2016-06